# تپه کلاتک میرزاخان
تپه کلاتک میرزاخان در شهرستان ایرانشهر، بخش بزمان، روستای تنهک واقع شده و این اثر در تاریخ ۱۰ دی ۱۳۸۱ با شمارهٔ ثبت ۶۷۴۷ به‌عنوان یکی از آثار ملی ایران به ثبت رسیده است.